# پروتئین ملان آ

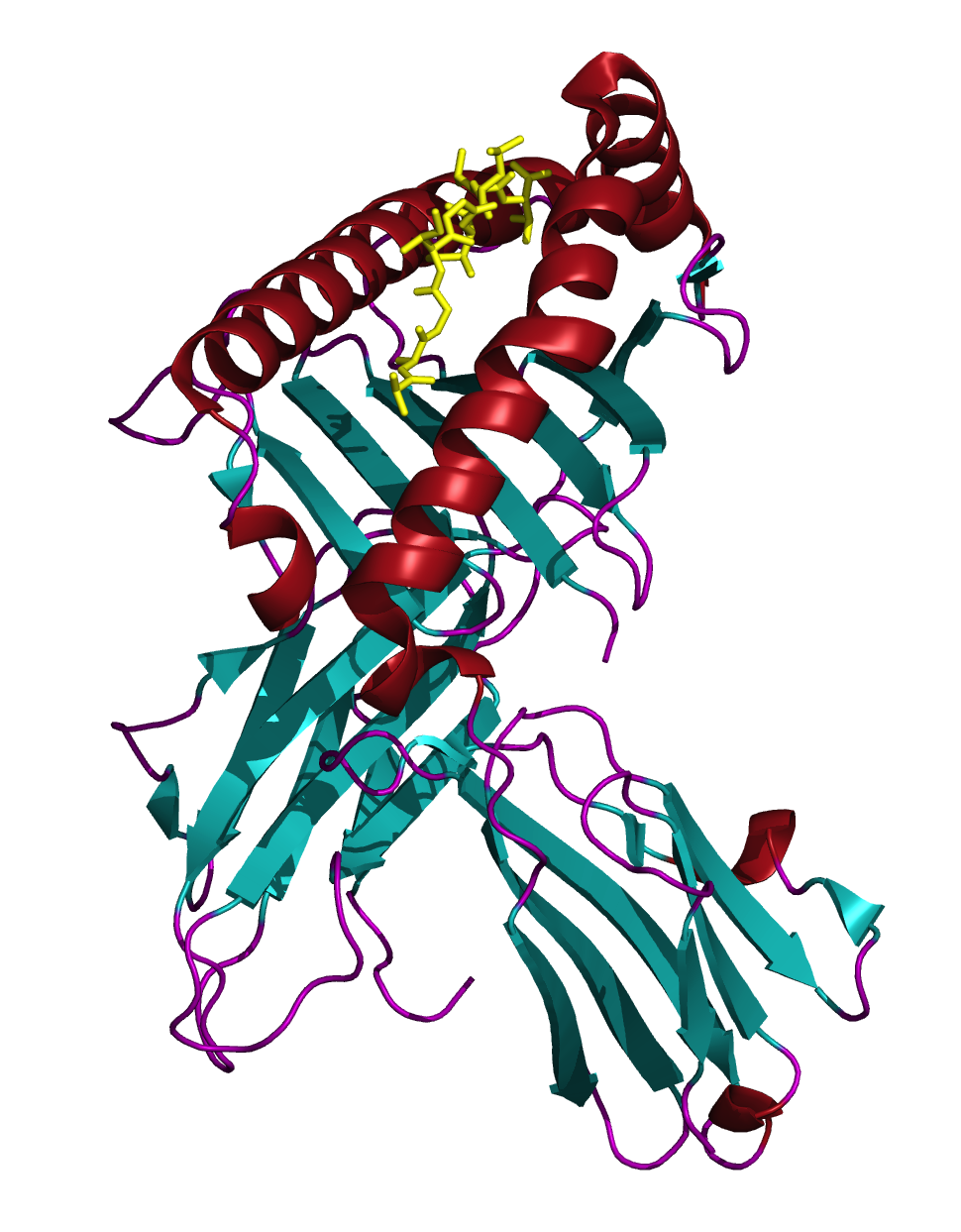
ساختار کمپلکس HLA-A2 انسانی (از دستهٔ اول پروتئین‌های MHC کلاس I) متصل به پپتید.

پروتئین ملان آ (به انگلیسی: Protein melan-A) یا آنتی ژن ملانومای قابل تشخیص توسط 1 T-cells به اختصار (MART-1) پروتئینی است که روی ملانوسیت‌های طبیعی (ملانوسیت‌ها سلول‌هایی هستند که رنگدانه ملانین را می‌سازند) موجود در پوست و شبکیه و همچنین روی سلول اکثر ملانوم‌ها یافت می‌شود.
این پروتئین نه اسیدآمینه ای در سطح غشای سلولهای ملانوما یافت میشود و تهیه واکسن ضد سرطان ملانوما از آن در دست بررسی است.